# Hamza Karmoussi
Hamza Karmoussi (* 26. November 1993) ist ein marokkanischer Tennisspieler.

## Karriere
Karmoussi war nicht bei den Junioren aktiv und spielte 2012 sein erstes Profiturnier. Bis 2017 erhielt er für Turniere in Marokko Wildcards, sowohl für die Qualifikation von Challengers als auch für die ITF Future Tour. Bei keinem der Auftritte gewann er Punkte für die Tennisweltrangliste. Nach einigen Jahren ohne Turnierteilnahmen überstand Karmoussi 2022 bei einem Future in Marrakesch die erste Runde des Einzels und Doppels, wodurch er erstmals in der Weltrangliste geführt wurde. Nach einem Jahr fiel er aus jener Liste wieder heraus. Beim Turnier der ATP Tour in Marrakesch 2024 erhielt Karmoussi zusammen mit Karim Bennani eine Wildcard für die Doppelkonkurrenz. Sie unterlagen zum Auftakt Guido Andreozzi und Miguel Ángel Reyes Varela in zwei Sätzen. Im selben Jahr gab er auch sein Debüt für die marokkanische Davis-Cup-Mannschaft in der bereits entschiedenen Begegnung gegen Zypern, bei der er sein Match in zwei Sätzen verlor.